# Daternomina ikathan
Daternomina ikathan là một loài Trichoptera trong họ Ecnomidae. Chúng phân bố ở miền Australasia.